# Karabin maszynowy SG-43
SG-43 – radziecki ciężki karabin maszynowy z okresu II wojny światowej.

## Historia konstrukcji

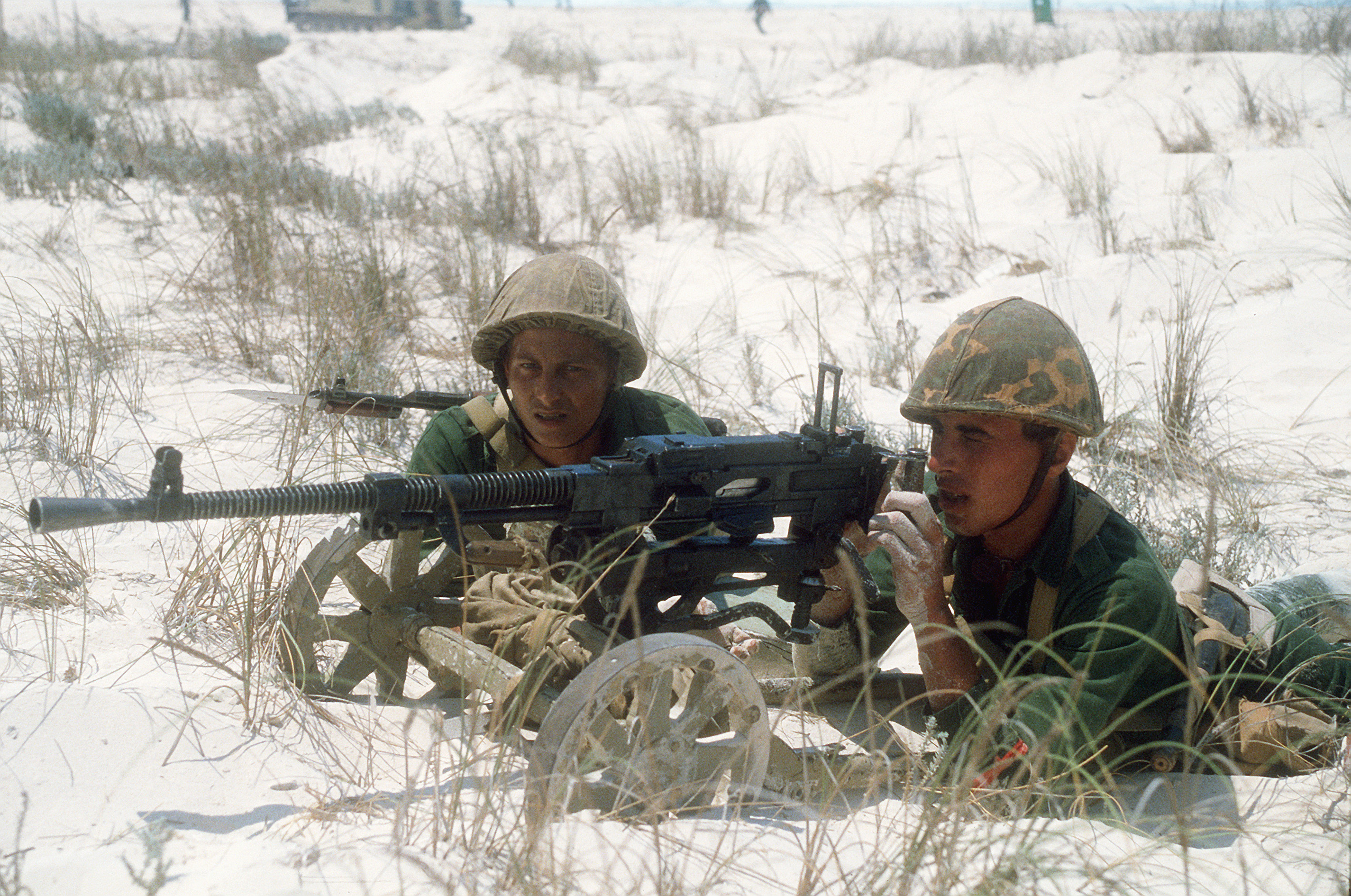
Egipscy żołnierze piechoty morskiej z karabinem maszynowym SG-43

W okresie międzywojennym podstawowym ckm-em Armii Czerwonej był Maxim wz. 1910, z lufą chłodzoną wodą. Była to jedna z wielu odmian karabinu maszynowego skonstruowanego przez Hirama Maxima. Cechą charakterystyczną wersji rosyjskiej była skonstruowana przez A.A. Sokołowa podstawa kołowa o masie 46 kg. Powodowało to, że kompletny ckm (bez amunicji) ważył prawie 66 kg. Tak duża waga karabinu powodowała znaczne problemy podczas transportu i walki, dlatego w 1928 roku zapadła decyzja o rozpoczęciu prac nad nowym ckm-em.
Według założeń, nowa broń miała być chłodzona powietrzem, a jej całkowita masa nie powinna przekraczać 30 kg. Do produkcji skierowano ckm skonstruowany przez Wasilija Diegtiariowa, ale jej rozpoczęcie opóźniało się. Karabin Diegtiariowa okazał się niedopracowany i mimo wielu poprawek często zawodził podczas prób. We wrześniu 1939 roku został jednak przyjęty na uzbrojenie jako DS-39. Eksploatacja pierwszych egzemplarzy broni w jednostkach wykazała dalsze liczne wady ckm-u. Podczas strzelania często dochodziło do rozerwania łuski, dosyłane naboje rozcalały się, mała była niezawodność w niskich temperaturach. Dlatego po ataku niemieckim na ZSRR w czerwcu 1941 produkcję DS-39 wstrzymano, a do produkcji powrócił Maxim wz. 1910.
Maxim wz. 1910 był konstrukcją opracowaną u schyłku XIX wieku, skomplikowaną, czaso- i materiałochłonną w produkcji. Dlatego nie zaprzestano prac nad nowym ckm-em. Diegtiariow starał się dopracować swojego DS, ale miał już konkurencję w postaci Piotra M. Goriunowa i jego wyprodukowanego już w małej serii na przełomie 1941/42 roku nowego ckm-u.
To właśnie pomiędzy ckm-ami Diegtiariowa i Goriunowa toczyła się walka w trakcie konkursu ogłoszonego w 1942 roku. Faworytem nadal był Diegtiariow – ulubieniec Stalina, który bardzo go cenił za skonstruowanie ręcznego karabinu maszynowego DP. Według niektórych historyków Stalin w kwietniu 1943 podjął nawet decyzję o ponownym przyjęciu do uzbrojenia ckm DS. Przyczyny zmiany decyzji nie są znane, podobno sam Diegtiariow przekonał Stalina, że do uzbrojenia powinna wejść konstrukcja, która okaże się lepsza w trakcie prób.
Próby, które odbyły się wiosną 1943, bezapelacyjnie wygrał ckm Goriunowa. Oba ckm-y miały podobną szybkostrzelność i własności balistyczne, ale konstrukcja Goriunowa i Woronkowa była prostsza, łatwiejsza w produkcji i trwalsza. Zaś, dla żołnierzy konstrukcja była łatwiejsza w obsłudze niż ckm Maxim. W maju 1943 roku ckm Goriunowa został przyjęty do uzbrojenia jako SG-43.
Po rozpoczęciu produkcji seryjnej ciężkie karabiny maszynowe SG-43 zaczęto najpierw wprowadzać do jednostek gwardyjskich Armii Czerwonej, a następnie innych jednostek, w tym także Wojska Polskiego.
Po wojnie, w wyniku doświadczeń wojennych, ckm zmodernizowano. Powstał w ten sposób ckm SGM. Stał się on podstawą do opracowania czołgowego karabinu maszynowego SGMT oraz karabinu maszynowego dla transporterów opancerzonych SGMB. Produkcję ckmu Goriunowa zakończono w 1961 roku po rozpoczęciu produkcji uniwersalnego karabinu maszynowego PK/PKS.
W Polsce w latach 1952–1956 produkowano ckm SG-43 (SG wz. 43), a w latach 1957-1968 czołgowy karabin maszynowy SGMT. W 1970 roku polscy specjaliści brali udział w uruchomieniu produkcji licencyjnej SGM w Egipcie. W Wojsku Polskim początkowo używany w niewielkiej liczbie, a na większą skalę SG wz. 43 wprowadzono dopiero od 1953 roku, zastępując nim następnie ckm Maxim. W styczniu 1950 roku było ich tylko 13, w tym też roku kupiono dalsze 335 w ZSRR.

## Wersje
- SG-43 – pierwsza wersja seryjna
- SGM – zmodernizowany ckm. Zmieniono sposób mocowania lufy w komorze zamkowej na umożliwiający regulację odległości zapory ryglowej. Zmieniono konstrukcję mechanizmu spustowego, rączkę napinania zamka przeniesiono na prawą stronę komory zamkowej, wszystkie otwory komory zamkowej wyposażono w sprężynujące pokrywy. Broń osadzono na lżejszej podstawie trójnożnej konstrukcji Malinowskiego i Sidorenki.
- SGMT – czołgowy karabin maszynowy wyposażony w elektrospust.
- SGMB – wersja pokładowa montowana na zewnątrz pojazdów pancernych (głównie transporterów opancerzonych np. BRDM-1)

## Opis konstrukcji
Ciężki karabin maszynowy SG-43 był zespołową bronią samoczynną, działającą na zasadzie odprowadzania gazów prochowych przez boczny otwór w lufie. Ryglowanie przez przekoszenie zamka w prawo. Mechanizm spustowy umożliwiał tylko ogień ciągły. Zasilanie taśmowe (taśma ciągła). Broń strzela wyłącznie ogniem ciągłym z zamka otwartego. Rękojeść napinania pod tylcami. SG-43 posiada lufę szybkowymienną zakończoną stożkowym tłumikiem płomienia. Przyrządy celownicze składają się z muszki stałej i nastawnego celownika ramkowego o nastawach 100–2300 m. Istnieje możliwość stosowania aktywnego celownika noktowizyjnego PPN-2 (podstawa z lewej strony komory zamkowej). Podstawa kołowa konstrukcji Diegtariowa z tarczą ochronną. Istnieje możliwość zamocowania na podstawie reflektora podczerwieni celownika noktowizyjnego PPN-2 (w przypadku podstawy pozbawionej tarczy ochronnej reflektor mocowano bezpośrednio na celowniku). Podstawa daje również możliwość prowadzenia ognia przeciwlotniczego (jest wtedy oparta na kołach i ostrodze tarczy ochronnej, a karabin zamocowany na końcu ogona podstawy).